# Gila Bend
Gila Bend – miasto w Stanach Zjednoczonych, w stanie Arizona, w hrabstwie Maricopa.